# دانيال نيلسن (لاعب هوكي جليد)
دانيال نيلسن (بالدنماركية: Daniel Nielsen)‏ هو لاعب هوكي جليد دنماركي، ولد في 31 أكتوبر 1980 في هرنينغ في الدنمارك.

## وصلات خارجية
- دانيال نيلسن على موقع EliteProspects.com (الإنجليزية)
- دانيال نيلسن على موقع Eurohockey.com (الإنجليزية)
- دانيال نيلسن على موقع HockeyDB.com (الإنجليزية)
- دانيال نيلسن على موقع GSA (الإنجليزية)